# Landkreis Land Hadeln
Der Landkreis Land Hadeln war bis 1977 ein Landkreis im Norden Niedersachsens an der Elbmündung. Kreisstadt war Otterndorf.

## Geografie

### Gliederung (Gemeinden)
Die folgende Liste enthält alle Gemeinden, die zwischen 1932 und 1977 dem Landkreis Land Hadeln angehörten, sowie alle Eingemeindungen:
| Gemeinde                | eingemeindet nach | Datum der Eingemeindung | Anmerkung                             |
| ----------------------- | ----------------- | ----------------------- | ------------------------------------- |
| Abbenseth               | Hollnseth         | 1. Juli 1972            |                                       |
| Altenbruch              | Cuxhaven          | 1. Juli 1972            |                                       |
| Altendorf               | Osten             | 1. Juli 1972            |                                       |
| Altenwalde              | Cuxhaven          | 1. Juli 1972            |                                       |
| Armstorf                |                   |                         |                                       |
| Basbeck                 | Hemmoor           | 1. Juli 1968            |                                       |
| Belum                   |                   |                         |                                       |
| Berensch-Arensch        | Cuxhaven          | 1. Februar 1971         | bis zum 1. April 1937 im Land Hamburg |
| Bornberg                | Hechthausen       | 1. Juli 1972            |                                       |
| Bülkau                  |                   |                         |                                       |
| Cadenberge              |                   |                         |                                       |
| Dornsode                | Armstorf          | 1. Juli 1972            |                                       |
| Franzenburg             | Altenwalde        | 1. Juli 1968            |                                       |
| Geversdorf              | Cadenberge        | 1. November 2016        |                                       |
| Gudendorf               | Altenwalde        | 1. Juli 1968            | bis zum 1. April 1937 im Land Hamburg |
| Hackemühlen             | Lamstedt          | 1. Juli 1972            |                                       |
| Hechthausen             |                   |                         |                                       |
| Heeßel                  | Hemmoor           | 1. Juli 1968            |                                       |
| Hemm                    | Hemmoor           | 1. Juli 1968            |                                       |
| Hemmoor                 |                   |                         |                                       |
| Hollen                  | Hollnseth         | 1. Juli 1972            |                                       |
| Hollnseth               |                   |                         | Gründung am 1. Juli 1972              |
| Holte-Spangen           | Cuxhaven          | 1. Juni 1970            | bis zum 1. April 1937 im Land Hamburg |
| Ihlbeck                 | Lamstedt          | 1. Juli 1972            |                                       |
| Ihlienworth             |                   |                         | Gründung am 1. Oktober 1937           |
| Isensee                 | Osten             | 1. Juli 1972            |                                       |
| Kehdingbruch            | Belum             | 1. Juli 1972            |                                       |
| Kleinwörden             | Hechthausen       | 1. Juli 1972            |                                       |
| Klint                   | Hechthausen       | 1. Juli 1972            |                                       |
| Lamstedt                |                   |                         |                                       |
| Langenmoor              | Armstorf          | 1. Juli 1972            |                                       |
| Laumühlen               | Hechthausen       | 1. Juli 1972            |                                       |
| Lüdingworth             | Cuxhaven          | 1. Juli 1972            |                                       |
| Mittelstenahe           |                   |                         |                                       |
| Moorausmoor             | Stinstedt         | 1. Juli 1972            |                                       |
| Neubachenbruch          | Stinstedt         | 1. Juli 1972            |                                       |
| Neuenkirchen            |                   |                         |                                       |
| Neuhaus (Oste), Flecken |                   |                         |                                       |
| Nindorf                 | Lamstedt          | 1. Juli 1972            |                                       |
| Nordahn                 | Mittelstenahe     | 1. Juli 1972            |                                       |
| Nordleda                |                   |                         |                                       |
| Oberndorf               |                   |                         |                                       |
| Odisheim                |                   |                         |                                       |
| Oppeln                  | Wingst            | 1. Juli 1972            |                                       |
| Osten                   |                   |                         |                                       |
| Oster Ihlienworth       | Ihlienworth       | 1. Oktober 1937         |                                       |
| Osterbruch              |                   |                         |                                       |
| Otterndorf, Stadt       |                   |                         |                                       |
| Oxstedt                 | Altenwalde        | 1. Juli 1968            | bis zum 1. April 1937 im Land Hamburg |
| Sahlenburg              | Cuxhaven          | 1. Juni 1970            | bis zum 1. April 1937 im Land Hamburg |
| Steinau                 |                   |                         |                                       |
| Stinstedt               |                   |                         |                                       |
| Varrel                  | Mittelstenahe     | 1. Juli 1972            |                                       |
| Voigtding               | Wingst            | 1. Juni 1970            |                                       |
| Wanna                   |                   |                         |                                       |
| Warstade                | Hemmoor           | 1. Juli 1968            |                                       |
| Wester Ihlienworth      | Ihlienworth       | 1. Oktober 1937         |                                       |
| Westersode              | Hemmoor           | 1. Juli 1968            |                                       |
| Wingst                  |                   |                         |                                       |
| Wisch                   | Hechthausen       | 1. Juli 1972            |                                       |
| Wohlenbeck              | Lamstedt          | 1. Juli 1972            |                                       |

### Nachbarkreise
Der Landkreis grenzte Anfang 1977 im Uhrzeigersinn im Norden beginnend an die kreisfreie Stadt Cuxhaven, an die Elbmündung sowie an die Landkreise Stade, Bremervörde und Wesermünde. Im Nordwesten grenzte er an die Nordsee.

## Geschichte
Der Kreis Hadeln ging nach der Annexion des Königreichs Hannover durch Preußen 1885 aus dem ehemaligen hannoverschen Amt Otterndorf hervor. Bei der preußischen Kreisreform vom 1. Oktober 1932 wurde der Kreis Hadeln mit dem größten Teil des Kreises Neuhaus an der Oste sowie der Gemeinde Altenwalde aus dem aufgelösten Landkreis Lehe zu einem neuen Landkreis zusammengelegt. Der ursprünglich für den neuen Landkreis vorgesehene Name Otterndorf wurde durch Beschluss des Preußischen Staatsministeriums vom 27. September 1932 in Land Hadeln geändert. Umgangssprachlich war die Bezeichnung als Kreis Land Hadeln üblich; Sitz der Kreisverwaltung war Otterndorf.
Bei der Reichstagswahl am 5. März 1933 erhielt die NSDAP im Kreis Land Hadeln 55,5 % der abgegebenen gültigen Stimmen.
Im Rahmen des Groß-Hamburg-Gesetzes wechselten am 1. April 1937 die Gemeinden Arensch, Berensch, Gudendorf, Holte, Spangen, Oxstedt und Sahlenburg aus dem Land Hamburg in den Landkreis Land Hadeln.

### NS-Zeit

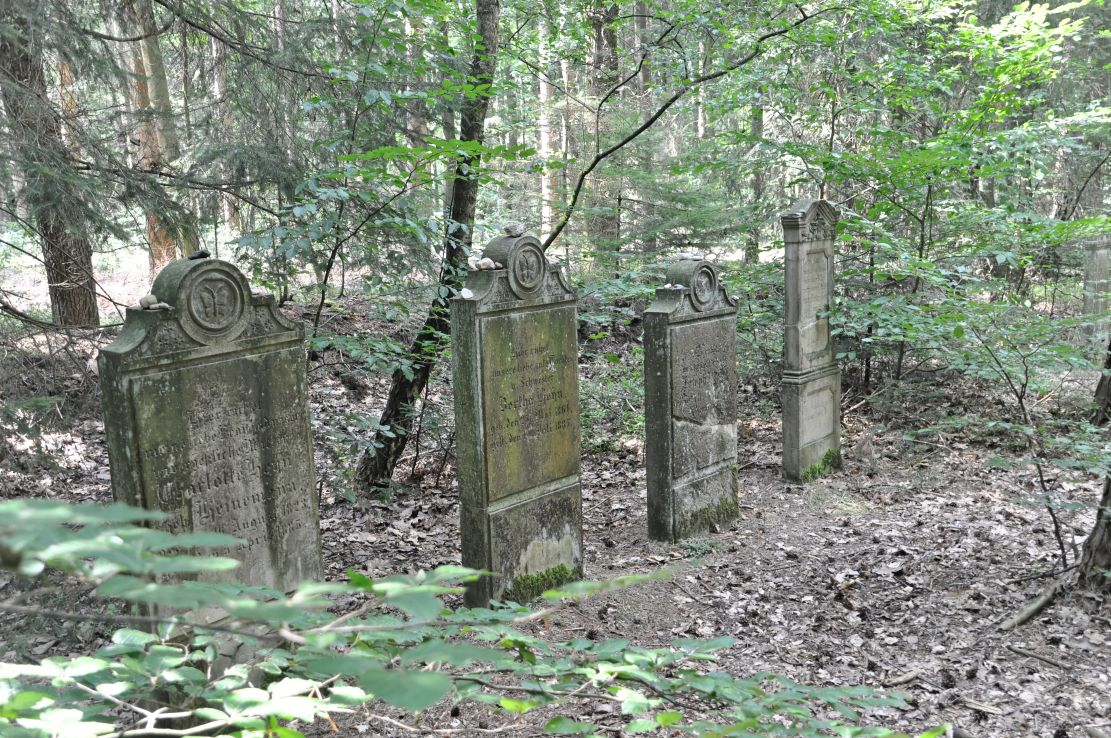
Ehemaliger Friedhof der Synagogengemeinde Neuhaus im „Wingster Forst“, 2014

1932 wurde durch eine Verordnung des preußischen Staatsministeriums der größte Teil des Kreises Neuhaus in den Kreis Land Hadeln eingegliedert. Sitz der Kreisverwaltung war Otterndorf. Damit kamen Gebiete zusammen, die bis dahin eine durchaus unterschiedliche politische und gesellschaftliche Entwicklung durchgemacht hatten. Weder im Mittelalter, noch in der Neuzeit, war das Amt Neuhaus, oder die Börde Lamstedt, jemals Teil der historischen Landschaft Hadeln gewesen.
Die Weltwirtschaftskrise Ende der 1920er und im Verlauf der 1930er Jahre forderte auch in der örtlichen Mittelschicht des Kreises, besonders in der Handwerkerschaft und unter den Kaufleuten viele Opfer. Die Steuerlast nach dem verlorenen Ersten Weltkrieg lag schwer auf allen Betrieben, und in den Zeitungen häuften sich die Konkursmeldungen. Die wirtschaftliche Notlage weiter Bevölkerungskreise war Nährboden für radikale politische Strömungen. Um 1930 bildete sich die erste NSDAP-Ortsgruppe im Kreis Neuhaus. Die Mitgliederzahl stieg bis 1933 beträchtlich. Vor allem Beamte und Angestellte des öffentlichen Dienstes traten in die Partei ein, weil sie sonst ihre Stellung verloren hätten. Als die Orte Neuhaus/Oste und Otterndorf,
wo der am 1. Oktober 1930 der NSDAP beigetretene Albert Rodegerdts vom 1. Mai 1933 bis 1. November 1936 Bürgermeister war,
am 1. Oktober 1932 zusammengelegt wurden, wurde er ehrenamtlicher Kreisleiter des neuen Kreises Otterndorf.
Schon 1930 gelang der NSDAP bei den Kreistagswahlen der entscheidende Durchbruch. Mit ca. 21 % der Stimmen war sie die stärkste Partei neben der SPD. Bei der Reichstagswahlen 1932 näherte sich die NSDAP m Kreis Land Hadeln der 50 %-Marke. Damit lag sie deutlich über dem Reichsdurchschnitt. Besonders enttäuschte Marschenlandwirte wandten sich der NSDAP zu. Man erhoffte sich vor allem eine Verbesserung der eigenen wirtschaftlichen Lage. Allerdings wurde dabei die nach einem Wahlsieg der Nationalsozialisten zu erwartende Verfolgung der verhältnismäßig kleinen jüdischen Minderheit billigend in Kauf genommen. Bisher hatten die meisten Juden als angesehene Viehhändler gelebt. Nach der Machtergreifung der NSDAP am 30. Januar 1933 wurden vor dem Rathaus Otterndorf die Fahnen des „alten Regimes“ verbrannt.
Sofort begann man auch auf Kreisebene das Berufsbeamtentum von „fremdrassigen, ungeeigneten und politisch unzuverlässigen Elementen“ zu säubern. Alle Beamten mussten von nun an einen Ariernachweis erbringen. Bis auf Gemeindeebene hinunter wurden „mit der Idee des Nationalsozialismus verwachsene Männer“ eingesetzt. Die Rolle der Kreistage wurde bald bedeutungslos und die gesamte Verantwortung lag bei der Person des Landrats.
Von 1933 bis 1945 gab es eine NSDAP-Kreisleitung mit Sitz in Otterndorf, später in Cuxhaven, und Ortsgruppen, SA, SS, NS-Kraftfahrkorps, Hitlerjugend (HJ), Bund Deutscher Mädel (BDM), NS-Frauenschaft, Deutsche Arbeitsfront (DAF) etc.
Bald nach der Machtergreifung wurden der Landrat und die Bürgermeister ihrer Ämter enthoben. An ihre Stelle traten NSDAP-Anhänger. Darauf folgte die Gleichschaltung nach dem Führerprinzip in allen anderen staatlichen Einrichtungen (Schulen, der Post etc.) und Vereinen, wie dem Schützenverein, der Feuerwehr, Gesangsverein.
Politisch Andersdenkende, insbesondere SPD und KPD wurden verfolgt.
Während der NS-Zeit hatten nacheinander Sup. Hermann August Friedrich Steinmetz (amt. 1906–1935) und P. Hermann Karwehl (amt. 1937–1955) das Pfarramt Neuhaus inne. Nach den Angaben im „Fragebogen zur Geschichte der Landeskirche von 1933 bis Kriegsende“ gehörten beide nicht der NSDAP an. Zum 1933 neu gewählten Kirchenvorstand schrieb P. Karwehl, ein Mitglied habe zu den führenden Männern der Partei in Neuhaus gehört, er trat später aus der Kirche aus. Zur Synagogengemeinde Neuhaus gehörten auch Juden aus umliegenden kleinen Dörfern, so u. a. aus Balje, Bülkau, Geversdorf, Krummendeich und Osten. Der Zusammenschluss zu einer Synagogengemeinde war heftig umstritten und führte zu jahrelangen Querelen. Vor allem die Juden aus Osten wehrten sich vehement gegen die Integration in die Synagogengemeinde Neuhaus. Ab Beginn des 20. Jahrhunderts nahm die Zahl der Mitglieder der Synagogengemeinde Neuhaus immer mehr ab, so dass wegen des fehlenden Minjan keine Gottesdienste mehr abgehalten werden konnten. Die Gemeinde löste sich Anfang der 1930er Jahre völlig auf. Die Novemberpogrome 1938 stießen im Kreis Neuhaus auf wenig Verständnis, da die Bevölkerung zum Großteil die Juden bemitleidet mit denen sie zum Teil, z. B. mit jüdischen Viehhändlern, auf gutem Fuße stand. Drei jüdische Familien des Ortes wurden deportiert und in Vernichtungslagern ermordet.
Während des Krieges kam es zu Fliegerangriffen u. a. auf die Portland Cement Fabrik in Hemmoor, die Schwebefähre über die Oste, die Brücken über die Oste bei Hechthausen und andere Anlagen. Die Schäden blieben auf dem Lande aber vergleichsweise gering. Ab Frühjahr 1940 wurden zur Flugabwehr Flakbatterien gebaut, die größte stand an der Belumer Schanze. Bei Mittelstenahe und Falkensee oder Balksee wurden Scheinflugplätze angelegt. Bei Bombenangriffen auf zwei Höfe in Belum starben eine Mutter und ihre Tochter. Beim Großangriff auf Hamburg wurde am 29./30 Juli auch das Dorf Klint bei Hechthausen heimgesucht und mehrere Einwohner getötet und verletzt. „Hinter der Bult“ ging das Anwesen des Bauern Steffens in Flammen auf. Am 2. August 1943 fanden 30 Hamburger Flüchtlinge, bzw. Obdachlose, bei Verwandten oder Freunden in Klint Quartier. Der Ortsbauernführer bestimmt das Ablieferungssoll der Landwirte an Schlachtvieh, Milch und Ernteerträgen, wie Kartoffeln, Steckrüben usw. Um die eingezogenen Männer zu ersetzen, mussten Frauen, ältere Kinder und alte Leute die Feldarbeit übernehmen. Seit 1943 wurden zunehmend auch Zwangsarbeiter und Kriegsgefangene eingesetzt. Einer von ihnen, der sich am Tag des Hitler-Attentats am 20. Juli 1944 abfällig über Hitler geäußert hatte, wurde hingerichtet. Vier Personen aus dem östlichen Teil des Kreises Land Hadeln wurden ins KZ gebracht. Im Februar 1945 trafen die ersten Flüchtling-Tecks aus dem Osten ein. Je größer der Zustrom wurde, umso enger musste die einheimische Bevölkerung zusammenrücken. Bei der Annäherung der britischen Truppen wurden mehrere Gehöfte in Hechthausen sowie das Herrenhaus auf Gut Hutloh zerstört und die Brücke über die Breite Mehe von eigenen Truppen gesprengt, um ein Vorrücken der Panzer nach Lamstedt zu erschweren. Am 5. Mai, drei Tage vor der Kapitulation, herrschte im Kreis Land Hadeln Waffenstillstand. Die Besatzungsmacht inhaftierte die örtlichen politischen Leiter und brachte sie in Internierungslager in Westertimke und Fallingbostel. Außerdem befreiten sie die Zwangsarbeiter und Kriegsgefangenen. Deren Hass entlud sich in Plünderungen und Bedrohungen, nicht zuletzt seitens der polnischen Zwangsarbeiter, die besonders schlecht behandelt worden waren.

### Nachkriegsgeschichte
Durch die Gebietsreform in Niedersachsen und die damit verbundenen Gemeindefusionen wurde die Zahl der Gemeinden des Landkreises zwischen 1968 und 1972 von 58 auf 23 reduziert. Mehrere Gemeinden schieden dabei aus dem Landkreis aus und wurden in die kreisfreie Stadt Cuxhaven eingemeindet. Verbunden damit war ein deutlicher Bevölkerungsverlust für den Landkreis.
Mit Wirkung vom 1. August 1977 wurden die Landkreise Land Hadeln und Wesermünde mit der kreisfreien Stadt Cuxhaven zum Landkreis Cuxhaven zusammengelegt. Neue Kreisstadt wurde die Stadt Cuxhaven.
Bevölkerungsentwicklung
| Einwohner      | 1890   | 1900   | 1910   | 1925   | 1933   | 1939   | 1950   | 1961   | 1970   | 1977   |
| -------------- | ------ | ------ | ------ | ------ | ------ | ------ | ------ | ------ | ------ | ------ |
| Neuhaus (Oste) | 29.111 | 29.684 | 29.383 | 27.020 |        |        |        |        |        |        |
| Hadeln         | 16.652 | 15.959 | 16.662 | 16.921 |        |        |        |        |        |        |
| Land Hadeln    |        |        |        |        | 42.281 | 43.827 | 75.814 | 61.099 | 63.389 | 47.200 |
| Quelle         | [ 2 ]  | [ 2 ]  | [ 2 ]  | [ 2 ]  | [ 2 ]  | [ 2 ]  | [ 2 ]  | [ 20 ] | [ 2 ]  | [ 21 ] |

1939 waren 43 Prozent der Bevölkerung Selbstständige (meist Landwirte) oder mithelfende Familienangehörige. 42 % der land- und forstwirtschaftlichen Betriebe hatten eine Betriebsfläche von bis zu 5 Hektar, 22 % von über 20 Hektar.

## Politik

### Landräte
- 1932–1933: Benno Eide Siebs (1891–1977)
- 1933–1939: Erich Hasse (1897–1945), NSDAP
- 1939–1943: Ernst Klemeyer (1904–1992), teilweise vertreten von Friedrich Kraft Schenck zu Schweinsberg
- 1943–1945: Waldemar Büning (1907–1974)
- 1945–1948: Heinrich Meyer (1878–1948), Niedersächsische Landespartei (NLP)/DP
- 1948–1955: Ernst-August von der Wense (1899–1966), DP
- 1966–1968: Otto Peschel (1915–1986), FDP
- 1968–1977: Helmut Grube (1913–1980), CDU

### Wappen
| Wappen von Landkreis Land Hadeln | Blasonierung: „In Grün auf schwarzem Schildfuß der hl. Bischof Nikolaus, in silbernem Chorkleid, unter grünem goldgerändertem Messgewand, mit goldenen Schuhen, grüner goldgeränderter Mitra, mit silbernem Krummstab, dessen Krümme in einer goldenen fünfblättrigen Rose endet, die rechte Hand zum Segnen erhoben, mit goldenen Haaren und natürlicher Fleischfarbe.“ |
| Wappen von Landkreis Land Hadeln | Wappenbegründung: Der hl. Bischof Nikolaus, Schutzpatron der Schiffer und Küstenbewohner, kommt in den Siegeln des Landes Hadeln seit dem 13. Jahrhundert vor. |

## Kfz-Kennzeichen
Am 1. Juli 1956 wurde dem Landkreis bei der Einführung der bis heute gültigen Kfz-Kennzeichen das Unterscheidungszeichen OTT zugewiesen. Es leitete sich von der Kreisstadt Otterndorf ab und wurde bis zum 4. April 1978 ausgegeben.